# Kreis Borna
Der Kreis Borna war ein Landkreis im Bezirk Leipzig der DDR. Von 1990 bis 1994 bestand er als Landkreis Borna in Sachsen fort. Sein Gebiet liegt heute im Landkreis Leipzig in Sachsen. Der Sitz der Kreisverwaltung befand sich in Borna.

## Geographie

### Lage
Der Kreis Borna lag südlich von Leipzig.

### Nachbarkreise
Der Kreis Borna grenzte im Uhrzeigersinn im Norden beginnend an die Kreise Leipzig-Land, Grimma, Geithain, Altenburg, Zeitz und Hohenmölsen.

### Naturraum
Der Kreis lag im Süden der Leipziger Tieflandsbucht. Die Weißenfels-Bornaer Lößebene bildete leichtgewellte Hochflächen in 160 bis 180 m Höhe. Im Osten waren sandige Böden verbreitet, auf denen die Kiefernmischwälder des Großen Fürstenholzes wuchsen. Weiße Elster, Pleiße und Wyhra durchflossen von Süden nach Norden die Lößebene in etwa ein Kilometer breiten Talauen. Im Pleißetal lag mit 125 m der tiefste Punkt des Kreises. Infolge des verbreiteten Braunkohletagebaus war das natürliche Landschaftsbild größtenteils zerstört. Die Flussläufe wurden über weite Strecken umgeleitet.

## Geschichte
1874 wurden im Königreich Sachsen im Rahmen einer umfassenden Verwaltungsreform neue Kreishauptmannschaften und Amtshauptmannschaften eingerichtet. Die Amtshauptmannschaft Borna wurde zu Jahresbeginn 1939 in Landkreis Borna umbenannt. Nach 1945 gehörte dieser zum Land Sachsen und somit seit 1949 zur DDR. Durch das Gesetz über die weitere Demokratisierung des Aufbaus und der Arbeitsweise der staatlichen Organe in den Länder in der Deutschen Demokratischen Republik vom 23. Juli 1952 kam es in den noch bestehenden fünf Ländern der DDR zu einer umfangreichen Kreisreform. So wurden am 25. Juli 1952 die Länder aufgelöst und 14 Bezirke eingerichtet. Hierbei wurden traditionelle Kreise aufgelöst oder in kleinere Kreise gegliedert, wobei es auch über die Grenzen der ehemaligen fünf Länder hinweg zu Gebietsänderungen kam. Der Kreis Borna wurde dem Bezirk Leipzig zugeordnet, Kreissitz wurde die Stadt Borna.

Der Landkreis Borna gab 30 seiner 84 Gemeinden an den neu gebildeten Kreis Geithain ab. Der verbliebene Teil des Landkreises wurde um 8 Gemeinden des damaligen Landkreises Leipzig erweitert.
- folgende 30 Gemeinden wurden an den Kreis Geithain abgegeben:

Altmörbitz, Bad Lausick, Benndorf, Buchheim, Dolsenhain, Ebersbach, Elbisbach, Eschefeld, Flösberg, Frankenhain, Frauendorf, Frohburg, Geithain, Gnandstein, Greifenhain, Hopfgarten, Kohren-Sahlis, Narsdorf, Nauenhain, Nenkersdorf, Neukirchen, Niedergräfenhain, Oberpickenhain, Ossa, Prießnitz, Roda, Streitwald, Syhra, Tautenhain und Wickershain
- im neuen Kreis Borna verblieben diese 54 Gemeinden:

Audigast, Auligk, Berndorf, Beucha, Blumroda, Borna, Breunsdorf, Deutzen, Dittmannsdorf, Droßdorf, Droßkau, Elstertrebnitz, Espenhain, Eula, Görnitz, Groitzsch, Großstolpen, Großstorkwitz, Großzössen, Hagenest, Hain, Hainichen, Hemmendorf, Heuersdorf, Hohendorf, Kieritzsch, Kitzscher, Lippendorf, Lobstädt, Methewitz, Michelwitz, Mölbis, Muckern, Neukieritzsch, Oelzschau, Pegau, Peres, Pödelwitz, Pötzschau, Pulgar, Ramsdorf, Regis-Breitingen, Rötha, Ruppersdorf, Schleenhain, Steinbach, Stockheim, Stöntzsch, Thierbach, Trachenau, Trages, Weideroda, Wiederau und Zedtlitz.
- Hinzu kamen noch die folgenden 8 Gemeinden aus dem Landkreis Leipzig:

Böhlen, Dreiskau, Kleinstorkwitz, Löbschütz, Rüben, Rüssen, Stöhna und Zehmen.
Durch Gemeindegebietsänderungen und Umgliederungen über Kreisgrenzen hinweg sank die Zahl der Gemeinden von anfänglich 62 bis auf 28 bei Auflösung des Kreises zur 1. Kreisreform in Sachsen (Ende Juli 1994).
- 4. Dezember 1952 Umgliederung von Neukirchen-Wyhra aus dem Kreis Geithain in den Kreis Borna
- 4. Dezember 1952 Umgliederung von Thräna aus dem Kreis Altenburg in den Kreis Borna
- 1. Mai 1953 Rückgliederung von Zehmen aus dem Kreis Borna in den Kreis Leipzig
- 1. Januar 1957 Eingliederung von Hemmendorf in Berndorf
- 1. Januar 1957 Zusammenschluss von Dreiskau und Muckern zu Dreiskau-Muckern
- 1. Januar 1957 Zusammenschluss von Kleinstorkwitz und Rüssen zu Rüssen-Kleinstorkwitz
- 1. Januar 1957 Ausgliederung von Kahnsdorf aus Neukieritzsch
- 1. Januar 1960 Eingliederung von Stöhna in die Stadt Böhlen
- 1. Januar 1960 Eingliederung von Rüben in die Stadt Rötha
- 1. Januar 1960 Eingliederung von Blumroda in Thräna
- 15. September 1961 Zusammenschluss von Peres und Pulgar zu Peres-Pulgar
- 1. Juli 1964 Eingliederung von Trachenau in die Stadt Böhlen
- 2. September 1964 Eingliederung von Zahmen in Großdeuben
- 1. Januar 1965 Eingliederung von Görnitz in die Stadt Borna
- 1. Januar 1965 Eingliederung von Stöntzsch in die Stadt Pegau
- 1. September 1965 Eingliederung von Schleenhain in Hohendorf
- 1. April 1966 Eingliederung von Droßdorf, Droßkau und Pödelwitz in Großstolpen
- 1. Januar 1967 Zusammenschluss von Beucha und Steinbach zu Beucha-Steinbach
- 1. Januar 1971 Eingliederung von Hain in Kahnsdorf
- 1. Januar 1971 Umgliederung von Kreudnitz aus der Gde. Hain (seit 1948) in die Stadt Rötha
- 1. Oktober 1972 Zusammenschluss von Beucha-Steinbach und Stockheim zu Steinbach
- 1. Januar 1973 Zusammenschluss von Kieritzsch und Lippendorf zu Lippendorf-Kieritzsch
- 1. Januar 1973 Eingliederung von Großstorkwitz und Weideroda in Wiederau
- 1. Juli 1973 Eingliederung von Methewitz und Michelwitz in Auligk
- 1. August 1973 Eingliederung von Thierbach in die Stadt Kitzscher
- 1. August 1973 Eingliederung von Hagenest in Ramsdorf
- 1. Januar 1974 Eingliederung von Hohendorf in Berndorf
- 1. Januar 1974 Eingliederung von Dittmannsdorf in die Stadt Kitzscher
- 1. Januar 1974 Eingliederung von Löbschütz in die Stadt Zwenkau
- 1. Juli 1976 Eingliederung von Trages in Hainichen
- 1. Juli 1983 Eingliederung von Peres-Pulgar in Lippendorf-Kieritzsch
- 22. Dezember 1992 Umbenennung von Neukirchen in Neukirchen-Wyhra[3]
- 1. Dezember 1993 Zusammenschluss von Neukirchen-Wyhra und Zedtlitz zu Wyhratal
- 1. Januar 1994 Eingliederung von Großzössen in Lobstädt
- 1. Januar 1994 Eingliederung von Breunsdorf in Neukieritzsch
- 1. Januar 1994 Eingliederung von Wiederau in die Stadt Pegau
- 1. März 1994 Eingliederung von Eula in die Stadt Borna

Am 17. Mai 1990 wurde der Kreis in Landkreis Borna umbenannt. Anlässlich der Wiedervereinigung der beiden deutschen Staaten wurde der Landkreis Borna im Oktober 1990 durch das Ländereinführungsgesetz dem wiedergegründeten Land Sachsen zugesprochen. Bei der ersten sächsischen Kreisreform ging er am 1. August 1994 fast vollständig im Landkreis Leipziger Land auf, lediglich die Gemeinde Steinbach kam zum Muldentalkreis.

### Einwohnerentwicklung
| Jahr      | 1960   | 1971   | 1981   | 1989   |
| Einwohner | 97.044 | 96.134 | 89.788 | 85.995 |

## Wirtschaft
Die Wirtschaft wurde vom Braunkohletagebau und von den Betrieben der Kohlenveredlung bestimmt. Seit 1800 wurde im Bornaer Revier Kohle abgebaut. Anfang der zwanziger Jahre ging man zum Großtagebau über; Großkraftwerke (Böhlen 1926) und Chemiebetriebe (Großschwelerei und Brabag-Benzinwerk 1935/36) folgten. Die wichtigsten Industriebetriebe sind der VEB Erdölkombinat »Otto Grotewohl« in Böhlen, der VEB Braunkohlenkombinat Espenhain und der VEB Braunkohlenkombinat Borna. Infolge des Braunkohlentagebaus hat die landwirtschaftliche Nutzfläche und damit die Bedeutung der Landwirtschaft stark abgenommen. 
Weitere bedeutende Betriebe im Kreis waren
- VEB Groitzscher Rohpappenfabrik
- VEB Bella Schuhfabrik Groitzsch
- VEB Elektrotechnische Werkstätte Rötha
- VEB Baustoffwerke Borna
- VEB Thermoglas Maltitz

## Verkehr
Die Autobahn Berliner Ring–Hirschberg führte durch das Kreisgebiet. Dem überregionalen Straßenverkehr dienten außerdem die F 2 von Leipzig über Pegau und Groitzsch nach Schleiz, die F 93 von Borna nach Zwickau, die F 95 von Leipzig über Borna und Karl-Marx-Stadt nach Kurort Oberwiesenthal und die F 176 von Pegau über Borna nach Döbeln.
Durch den Kreis Borna verliefen die Eisenbahnstrecken Leipzig–Böhlen–Altenburg, Böhlen–Espenhain, Neukieritzsch–Borna–Chemnitz, Neukieritzsch–Pegau und Leipzig–Pegau–Gera. 

## Bevölkerungsdaten der Städte und Gemeinden
Bevölkerungsübersicht aller 33 Gemeinden des Kreises, die 1990 in das wiedergegründete Land Sachsen kamen.
| TGS    | AGS      | Gemeinde                | Einwohner  | Einwohner  | Fläche (ha) |
| TGS    | AGS      | Gemeinde                | 03.10.1990 | 31.12.1990 | 31.12.1990  |
| 130201 | 14016010 | Audigast                | 416        | 410        | 636         |
| 130202 | 14016020 | Auligk                  | 1.215      | 1.208      | 2.083       |
| 130203 | 14016030 | Berndorf                | 471        | 472        | 1.440       |
| 130204 | 14016040 | Steinbach               | 941        | 935        | 1.226       |
| 130205 | 14016050 | Böhlen, Stadt           | 6.724      | 6.622      | 1.855       |
| 130206 | 14016060 | Borna, Stadt            | 23.305     | 23.128     | 2.703       |
| 130207 | 14016070 | Breunsdorf              | 212        | 179        | 617         |
| 130208 | 14016080 | Deutzen                 | 2.775      | 2.770      | 660         |
| 130210 | 14016100 | Dreiskau-Muckern        | 339        | 334        | 577         |
| 130211 | 14016110 | Großstolpen             | 470        | 474        | 1.601       |
| 130212 | 14016120 | Elstertrebnitz          | 1.203      | 1.202      | 1.165       |
| 130213 | 14016130 | Espenhain               | 1.571      | 1.545      | 318         |
| 130214 | 14016140 | Eula                    | 939        | 939        | 868         |
| 130215 | 14016150 | Groitzsch, Stadt        | 6319       | 6288       | 1246        |
| 130217 | 14016170 | Großzössen              | 713        | 711        | 559         |
| 130220 | 14016200 | Hainichen               | 517        | 513        | 1.096       |
| 130221 | 14016210 | Heuersdorf              | 327        | 329        | 761         |
| 130230 | 14016230 | Kahnsdorf               | 532        | 530        | 1.154       |
| 130225 | 14016250 | Kitzscher, Stadt        | 8.036      | 7.993      | 1.804       |
| 130226 | 14016260 | Lippendorf-Kieritzsch   | 628        | 565        | 1.754       |
| 130227 | 14016270 | Lobstädt                | 1.706      | 1.689      | 714         |
| 130231 | 14016310 | Mölbis                  | 355        | 354        | 743         |
| 130232 | 14016320 | Neukieritzsch           | 4.201      | 4.184      | 235         |
| 130233 | 14016330 | Neukirchen              | 1.509      | 1.496      | 977         |
| 130234 | 14016340 | Oelzschau               | 487        | 487        | 1.110       |
| 130235 | 14016350 | Pegau, Stadt            | 5.043      | 5.013      | 1.376       |
| 130237 | 14016370 | Pötzschau               | 282        | 280        | 644         |
| 130238 | 14016380 | Ramsdorf                | 999        | 997        | 785         |
| 130239 | 14016390 | Regis-Breitingen, Stadt | 3.971      | 3.932      | 1.085       |
| 130240 | 14016400 | Rötha, Stadt            | 4.852      | 4.713      | 1.788       |
| 130241 | 14016410 | Rüssen-Kleinstorkwitz   | 430        | 436        | 375         |
| 130244 | 14016440 | Thräna                  | 903        | 905        | 694         |
| 130247 | 14016470 | Wiederau                | 648        | 641        | 782         |
| 130248 | 14016480 | Zedtlitz                | 964        | 963        | 987         |
| 130200 | 14016000 | Landkreis Borna         | 84.003     | 83.237     | 36.416      |

## Kfz-Kennzeichen
Den Kraftfahrzeugen (mit Ausnahme der Motorräder) und Anhängern wurden von etwa 1974 bis Ende 1990 dreibuchstabige Unterscheidungszeichen, die mit den Buchstabenpaaren SC und SD begannen, zugewiesen. Die letzte für Motorräder genutzte Kennzeichenserie war SW 70-01 bis SW 85-00.
Anfang 1991 erhielt der Landkreis das Unterscheidungszeichen BNA. Es wurde bis zum 31. Juli 1994 ausgegeben. Durch die Kennzeichenliberalisierung ist es seit dem 9. November 2012 im Landkreis Leipzig erhältlich.